# Новий Тартас
Новий Тартас (рос. Новый Тартас) — село у Венгеровському районі Новосибірської області Російської Федерації.
Входить до складу муніципального утворення Новотартаська сільрада. Населення становить 1158 осіб (2010).

## Історія
Згідно із законом від 2 червня 2004 року органом місцевого самоврядування є Новотартаська сільрада.

## Населення
| 2002 | 2007  | 2010  |
| ---- | ----- | ----- |
| 1189 | ↗1202 | ↘1158 |